# André Basso
André Basso (Campinas, 23 de fevereiro de 1995) é enxadrista, treinador e criador de conteúdo brasileiro. Foi o primeiro atleta de Hortolândia (SP) a receber o título de Mestre Nacional, outorgado pela Confederação Brasileira de Xadrez (CBX) em 2024, e é Instrutor FIDE desde 2022.

## Histórico no xadrez
André Basso começou a jogar xadrez em 2002, aos sete anos, aprendendo com seus irmãos e, posteriormente, frequentando o clube da Bosch em Campinas, onde iniciou sua participação em torneios competitivos. Seu principal treinador foi o Grande Mestre Everaldo Matsuura, parceiro também em projetos de treinamento — inclusive no “Rating Evolution”, em que Matsuura ministra uma aula mensal desde 2021.

### Principais títulos
- Campeão Paulista Sub-10 (2004)
- Campeão do Torneio dos Campeões do Circuito Solidário de Xadrez da Região Metropolitana de Campinas (2023)[4]
- 3º lugar no Campeonato Brasileiro Amador Blitz Under 2300 (2024)[5]
- Mestre Nacional (CBX, 2024)[6]
- FIDE Instructor (FI, 2022)[7]

## Carreira como treinador
Começou como treinador profissional em 2016, treinando alunos do Colégio Oficina do Estudante em Campinas até 2022. Em 2020, expandiu suas atividades para o ensino online com a criação de um canal no YouTube. Também é o criador de treinamentos voltados à educação enxadrística, como “Rating Evolution”, “Método Basso de Aberturas” e “Xadrez do Zero”.

### Filosofia de ensino
Seu método é centrado na personalização. Basso analisa as partidas dos alunos, identifica as principais dificuldades e monta um plano de treino sob medida. O foco é corrigir os erros que mais impactam o rating e transformar o estudo em resultado prático, sempre respeitando o tempo e ritmo de cada um.

### Estrutura dos principais programas
- Rating Evolution: programa avançado voltado à evolução personalizada. Inclui acompanhamento individual, análise de partidas reais dos alunos, plano de estudo personalizado, encontros semanais ao vivo, comunidade exclusiva e plataforma com mais de 400 horas de conteúdo para todos os níveis.
- Método Basso de Aberturas: baseado em sua experiência como treinador e seu background em tecnologia, conta com o BassoBOT IA, assistente inteligente que personaliza o estudo de aberturas segundo o perfil de cada aluno, entrega repertórios completos e explica a lógica de cada lance.
- Xadrez do Zero: curso para iniciantes, focado em descomplicar o xadrez, com videoaulas passo a passo, exercícios práticos e suporte direto.

## Conteúdo educacional e projetos
- Autor de artigos publicados na Revista Xadrez Bem Brasileiro[9]
- Palestrante na Unicamp em 2025, com a palestra “Como Organizar um Treino de Xadrez e Realmente Evoluir”[10]
- Participante do 1º Campus da FIDE para treinadores no Brasil em julho de 2025[11]
- Realizou uma simultânea presencial no Clube de Xadrez de São Paulo em janeiro de 2023[12]

## Vida pessoal
Possui formação em Tecnologia em Análise e Desenvolvimento de Sistemas, Pós-graduação em Engenharia da Qualidade de Software e Licenciatura em Computação. Já foi corredor de rua, com participações em provas de 5 km na região de Campinas. Atualmente é adepto da musculação.